# Pierre Darmon
Pierre Darmon, född den 14 januari 1934 i Tunis i Tunisien, är en fransk tennisspelare. Pierre Darmon var en av de bästa franska tennisspelarna under 13-årsperioden 1957–1969. Under den perioden vann han nio nationella franska mästerskap i herrsingel och två i herrdubbel. Han rankades som bäst som världsåtta 1963. Darmon spelade en mycket elegant tennis med bra servereturer och en utmärkt volley. Han föredrog spel på grusbanor.

## Tenniskarriären
Pierre Darmons främsta merit i Grand Slam-turneringar är finalplatsen 1963 i Franska mästerskapen. Han förlorade denna mot den australiske spelaren Roy Emerson som vann med siffrorna 3–6, 6–1, 6–4, 6–4. Emerson vann därmed sin första singeltitel i turneringen. Samma säsong nådde Darmon i par med Jean Claude Barclay dubbelfinalen i Wimbledonmästerskapen som de förlorade mot Rafael Osuna/Antonio Palafox.

### Davis Cup
Darmon deltog i det franska Davis Cup-laget 1956–1967. Han spelade totalt 68 matcher (61 singel) för laget av vilka han vann 47 (44 singel), majoriteten på grusbanor. Totalantalet segrar liksom antalet singelsegrar innebär rekord för franska lag. Debutåret besegrade Darmon bland andra Italiens Nicola Pietrangeli.  År 1958 mötte laget Sverige i kvartsfinal i Europazonen. Darmon besegrade både Sven Davidson (3–6, 6–3, 6–0, 6–0) och Ulf Schmidt (6–3, 6–2, 6–4). Det franska laget vann hela mötet med 3–2 i matcher. År 1960 möttes lagen igen i semifinal i Europazonen varvid det svenska laget vann med 3–2 i matcher. Darmon vann över Davidson (6–2, 6–8, 9–7, 6–4), men förlorade mot Jan-Erik Lundqvist (0–6, 3–6, 1–6). År 1964 möttes det franska och svenska laget i Europafinal. Sverige vann med 4–1 i matcher, varvid Darmon vann den ena singelmatchen mot Schmidt (7–9, 6–8, 6–4, 6–4, 6–1) men förlorade den andra mot Lundqvist (6–3, 5–7, 4–6, 1–6).
Darmon noterade för övrigt segrar i olika DC-matcher över spelare som Ilie Nastase (1966), Jan Kodeš (1966 ) och Istvan Gulyas.

## Varia
Efter avslutad tävlingskarriär arbetade Darmon som turneringsledare för Franska öppna 1969–1978. Åren 1974–1979 och 1990–1996 var han också en av de ledande inom spelarorganisationen ATP.
Pierre Darmon upptogs 1997 i International Jewish Sports Hall of Fame.